# 國立文化宮

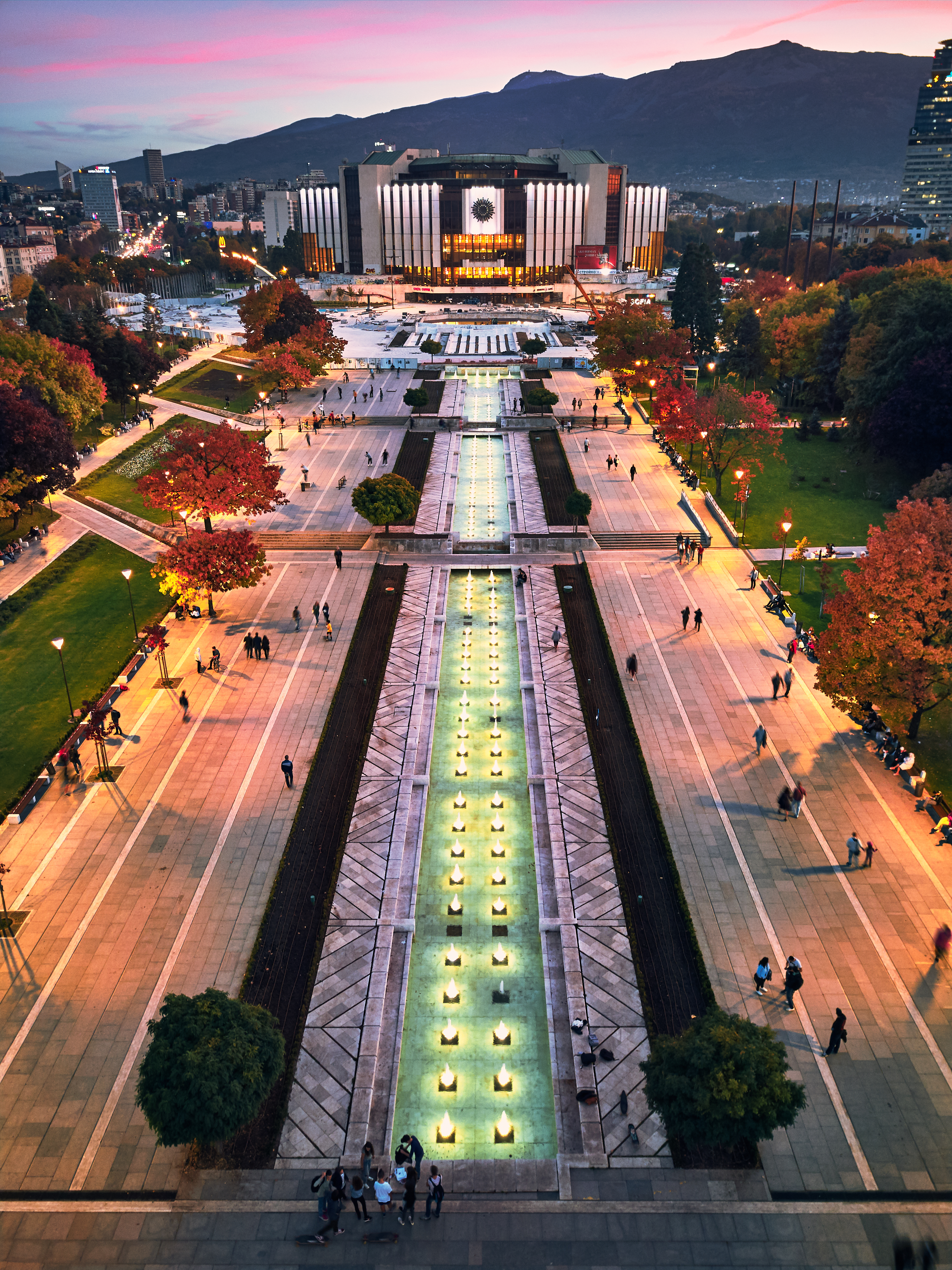
國立文化宮

國立文化宮（羅馬化：Natsionalen dvorets na kulturata）是位於保加利亞首都索菲亞的一座建築物。國立文化宮是東南歐地區最大的多功能會議和展覽中心，其最大的展廳可容納3,380人。國立文化宮竣工於1981年3月31日，慶祝保加利亞建國1300週年。索菲亞國際電影節每年都在這裡舉行。

## 外部連結
- Official website （页面存档备份，存于）
- Hotels close to The National Palace of Culture （页面存档备份，存于）

42°41′5″N 23°19′8″E / 42.68472°N 23.31889°E